# Lyon County, Kansas
Lyon County är ett administrativt område i delstaten Kansas, USA. År 2010 hade countyt 33 690 invånare. Den administrativa huvudorten (county seat) är Emporia.

## Geografi
Enligt United States Census Bureau har countyt en total area på 2 215 km². 2 204 km² av den arean är land och 11 km² är vatten.

### Angränsande countyn
- Wabaunsee County, Kansas - nord
- Osage County, Kansas - nordost
- Coffey County, Kansas - sydost
- Greenwood County, Kansas - syd
- Chase County, Kansas - väst
- Morris County, Kansas - nordväst

### Orter
- Admire
- Allen
- Americus
- Bushong
- Emporia
- Hartford
- Neosho Rapids
- Olpe
- Reading